# Kostel svatého Jiljí (Chlum)
Kostel svatého Jiljí v Chlumu je římskokatolický kostel zasvěcený svatému Jiljí. Postaven byl ve čtrnáctém století, ale dochovaná podoba pochází z barokní přestavby z roku 1758. Je chráněn jako kulturní památka ČR.

## Historie
Původní gotický kostel byl postaven v první polovině čtrnáctého století. V roce 1758 byl barokně přestavěn a rozšířen o věž. Jako filiální kostel náležel s výjimkou let 1620 až 1651 k farnosti Štědrá, která zanikla v roce 2005 a je dnes součástí Římskokatolické farnosti Bochov.
Stav památkově chráněného areálu, ke kterému patří také ohradní zeď, brána a márnice, byl v roce 2007 s výjimkou brány špatný. Již v roce 1971 bylo zaznamenáno, že vnější omítka západní a jižní stěny kostela je bez jakéhokoliv členění a budova márnice chátrá. Kostel je v současnosti majetkem obce Pšov, která stavbu od roku 2016 postupně opravuje.

## Stavební podoba
Kostel má pětiboce uzavřený presbytář, u jehož severní strany stojí hranolová věž se sakristií v přízemí. Fasády bývaly členěné lizénovými rámci. Kromě nich jsou zdi členěné polokruhově zakončenými okny a v severní zdi se dochoval gotický hrotitý portál. Západní průčelí je zakončeno trojúhelníkovým štítem. Ze sedlové střechy vybíhá sanktusová vížka a věž je krytá cibulovou střechou. V západní části plochostropé lodi je dřevěná kruchta. Mírně lomený triumfální oblouk odděluje od lodi presbytář, který je zaklenutý křížovou žebrovou klenbou.

## Vybavení
Po druhé světové válce, a následném odsunu německého obyvatelstva, byl kostel opuštěn a přestal být udržován, což vedlo k jeho postupnému zchátrání. Vzhledem k opakovaným krádežím bylo v průběhu druhé poloviny 20. století zbývající vnitřní vybavení převezeno do depozitáře. K vybavení patřil zejména barokní portálový, sloupový a pilastrový oltář z doby okolo roku 1650. Doplňovaly ho tři boční portálové oltáře: oltář Korunování Panny Marie z roku 1630 věnovaný farářem Schramem, oltář Piety a oltář Zvěstování Panny Marie, oba z doby okolo roku 1650. Oltáře byly zdobené obrazy světců. Další zařízení kostela tvořila raně barokní šestiboká křtitelnice, barokní skříň varhan a další obrazy.